# Глубокая глотка (фильм)
«Глубо́кая гло́тка» (англ. Deep Throat) — американский порнофильм, снятый в 1972 году режиссёром Джерардом Дамиано (указан в титрах как «Джерри Джерард») по собственному сценарию. В главной роли снялась Линда Лавлейс (настоящее имя — Линда Борман).
Фильм является первым примером широкой демонстрации откровенной порнографии. Из-за многочисленных сексуальных сцен он получил рейтинг «X» по системе Американской киноассоциации. Несмотря на признанное впоследствии значение в истории кино, на момент выхода он запрещался к просмотру и становился предметом многих судебных разбирательств.

## Сюжет
Главная героиня (Линда Лавлейс) не в состоянии получить сексуальное удовлетворение. Специалист (Гарри Римс), к которому она обращается со своими проблемами, выясняет причину, которая состоит в том, что её клитор находится глубоко в горле. Обрадованная поставленным диагнозом, Линда осваивает специфическую технику орального секса, которую в фильме именуют «глубокой глоткой», и «оттачивает» её на различных партнёрах, пока не находит себе наиболее подходящего с нужным размером члена.

## В ролях
- Линда Лавлейс — играет себя
- Гарри Римс — доктор Янг
- Долли Шарп — Хелен
- Билл Харрисон — мистер Мальтц
- Уильям Лав — Уилбур Вонг
- Кэрол Коннорс[англ.] — медсестра
- Боб Филлипс — мистер Фенстер
- Тед Стрит — мальчик-посыльный
- Джек Байрон
- Джек Бёрч — Майкл Пауэрс
- Джерард Дамиано — последний мужчина (в титрах указан как «Эл Горк»)

## Производство и сборы
Джерард Дамиано признался, что идея создания фильма о занятии оральным сексом определённым способом пришла ему в голову, когда он впервые увидел, что это способна делать Линда Лавлейс, которую режиссёр пригласил, чтобы доснять сцены к другой кинокартине. Уже через неделю Дамиано написал сценарий фильма и дал ему название «Глубокая глотка».
Приехав во Флориду, где планировалось провести съёмки, Дамиано и его группа обнаружили, что Ленни Камп, директор по натурным съёмкам, не проводил вообще никакую работу. Позже Камп признавался, что не уделял никакого внимания подготовке съёмочных мест, поскольку считал фильм «пустым звуком». По этой причине места для съёмок искала вся съёмочная группа.
Фильм был спродюсирован Луи «Грубияном» Перейно (упомянутым в титрах как «Лу Перри»), который получил бо́льшую часть средств, пошедших на создание картины (22 500 $), от своего отца Энтони Перейно и дяди Джо «Кита» Перейно, являвшихся членами мафиозной семьи Коломбо. Режиссёр фильма Джерард Дамиано, имевший, согласно первоначальному соглашению, права на одну треть прибыли, получил 25 000 $, и был вынужден выйти из сделки вскоре после того, как успех кино стал очевидным. Мафия оказала давление на театральных владельцев, требуя большой процент с доходов. Она посылала наблюдателей, проверявших количество проданных билетов и считавших посетителей.
Оценки прибыли от картины широко варьируют — от 100 млн (предположение одного источника из ФБР) до 600 млн $, что сделало её одним из самых выгодных порнофильмов всех времён. Майкл Хилцик из The Los Angeles Times приводит доводы в пользу более низкого уровня прибыли, указывая, что фильм был запрещён в половине штатов США, и, возможно, показывался только в одном кинотеатре в каждом из нескольких больших городов. С ценой на билет 2,05 $ кассовые сборы в 600 млн $ означали бы, что каждый мужчина, женщина и ребёнок в США посмотрели фильм полтора раза (впрочем, цена на билет в Нью-Йорке составляла 5 $). По мнению известного критика Роджера Эберта, в те времена бо́льшая часть порнокинотеатров находилась под контролем преступных структур, и они, вероятно, «раздували сборы в качестве способа отмывать доход от наркотиков и проституции». Из этого следует, что фактически «Глубокая глотка» не собрала 600 миллионов долларов, несмотря на свой очевидный коммерческий успех.

## Саундтрек
Оригинальный саундтрек был выпущен Trunk Records в 1972 году. Также существует небольшое количество копий, цена которых составляет примерно 300 $. На диске есть и инструментальные композиции, и вокальные. Каждый второй трек представляет собой песню из фильма. Исполнители песен остались неизвестными. Замиксованная и переработанная версия компакт-диска и виниловой пластинки были выпущены компанией Light in the Attic Records в 2004 году.

## «Порношик» и влияние на поп-культуру
5 июня 1972 года в журнале «Скру» появился яркий обзор фильма от владельца журнала Эла Голдштейна. До этого в США было выпущено только два полнометражных (и менее известных) гетеросексуальных хардкор-фильма: «Мона» (1970) и «Школьница» (1971). Вместе с гомосексуальными «Парнями в песке» (1971) и «За зелёной дверью» (1972), широко показывавшимся в мейнстримовых кинотеатрах, «Глубокая глотка» начала краткий период «порношика», когда в некоторых кругах считалось нормальным сходить на порнофильмы даже в смешанной компании. В просмотре «Глубокой глотки» были замечены даже некоторые знаменитости, включая Трумена Капоте, Джека Николсона и Джонни Карсона. Описание явления и обзор фильма были опубликованы в пятистраничной статье во влиятельном издании The New York Times.
В отличие от фильма «За зелёной дверью», «Глубокая глотка» стала известна не из-за откровенных сцен, а из-за того, что она установила некоторые из главных характерных особенностей современной порнографии: сценарий составляется из различных сексуальных эпизодов, связанных минимальным сюжетом. В течение всего фильма можно наблюдать 15 половых актов, кроме того, исполнение приёма «глубокой глотки» требовало особых навыков. После появления фильма порнокартины стали больше внимания уделять фелляции, что до этого считалось непристойным и неестественным.
Фильм получил колоссальный успех. В одном из нью-йоркских кинотеатров даже были распроданы билеты на фильм на две недели вперёд. После того, как картину запретили в Нью-Йорке, «Глубокую глотку» стали демонстрировать по всей стране.
Название фильма стало весьма модным в поп-культуре, особенно после того, как выпускающий редактор газеты The Washington Post Говард Симонс выбрал «Глубокую глотку» в качестве псевдонима для своего информатора по делу «Уотергейта» (в 2005 году инкогнито осведомителя было раскрыто; им оказался сотрудник ФБР Марк Фелт).
Некоторые писатели считают, что Дуглас Адамс выбрал название для суперкомпьютера «Глубокая мысль» (игра слов: «Deep Thought» и «Deep Throat») в юмористическом произведении «Автостопом по галактике» (1978) в качестве пародии на название фильма. Сам Адамс сказал: «Это название — достаточно очевидная шутка».

## Заявление Линды Борман
В своих первых двух биографиях Линда Лавлейс (настоящая фамилия — Борман) характеризовала создание фильма как опыт освобождения. В последующих биографиях (написанных после знакомства с радикальной феминисткой и борцом с порнографией Андреа Дворкин) она заявляла, что не соглашалась на многие из изображённых половых актов, и что её принуждал выполнять это муж Чак Трейнор, который получил 1250 $ за её участие. Она также утверждала, что была загипнотизирована Трейнором, который размахивал пистолетами и винтовками.
В 1986 году она свидетельствовала перед комиссией по порнографии, что во время съёмок фильма «Глубокая глотка» находилась под принуждением: «Фактически каждый раз тот, кто смотрит кино, наблюдает меня изнасилованной». До этого Лавлейс давала схожее заявление 20 марта 1981 года изданию Toronto Sun: «Это преступление, что кино всё ещё показывают; к моей голове всё время было приставлено оружие». В то время, как другие участники съёмок не подтвердили обвинение в применении оружия, Трейнор и Дамиано заявили в интервью, что первый имел полный контроль над Борман, а также иногда бил её. В документальном фильме «Внутри глубокой глотки» отмечается, что в кинокартине на теле Борман видны ушибы. В дальнейшем она стала активисткой движения «Женщины против порнографии».

## Судебные процессы по непристойности
В различных сообществах в США фильм показывали жюри, чтобы определить, является ли он непристойным; результаты были неоднозначны, и во многих регионах страны фильм был запрещён. В Нью-Йорке суд по уголовным делам Манхэттена охарактеризовал картину как «торжество грязных плотских утех… Содом и Гоморра, сошедшие с ума перед пожаром» и запретил ленту к показу. Дистрибьютор в Нью-Йорке вырезал несколько сцен и беспрепятственно выпустил фильм второй раз.
Запрет «Глубокой глотки» в Нью-Йорке разогрел интерес к ней по всей стране. Однако, где бы фильм ни показывали, власти делали всё возможное, чтобы снять его с проката. В середине 1970-х картина была осуждена в 32 городах и запрещена в 23 штатах.

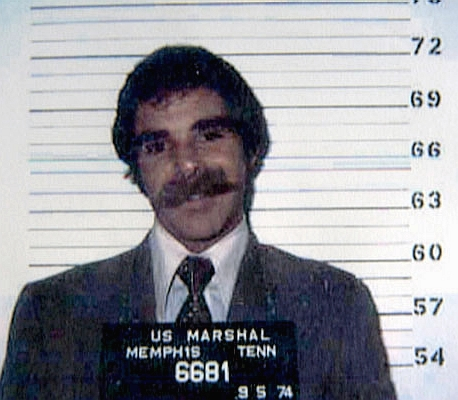
Гарри Римс во время заключения в Мемфисе, штат Теннесси (1974)

В 1972 году в Мемфисе (штат Теннесси), более 117 человек и 5 корпораций, включая семью Перейно и актёра Гарри Римса, были обвинены прокурором Ларри Паришем в заговоре для распространения непристойности в нарушение государственных интересов. Дамиано и Лавлейс была предоставлена неприкосновенность в обмен на свидетельские показания. Процесс вёл федеральный окружной судья Гарри В. Уэллфорд. Присяжные после просмотра фильма проголосовали за осуждение обвиняемых.
Это был первый случай, когда актёр обвинялся в непристойности федеральным правительством в судебном порядке (Ленни Брюс преследовался по суду в 1960-х годах местными властями). Благодаря своей известности, Римс получил значительную поддержку от голливудских кругов, однако когда он попытался подать апелляцию, он получил отказ от нескольких адвокатов, включая Роя Грэтмена, успешно защищавшего журнал Penthouse. В итоге на апелляции осуждённого представлял Алан Дершовиц, профессор Гарвардского университета. В ходе разбирательства был применён так называемый «тест Миллера» — проверка на непристойность, что особенно интересно, так как решение по делу Миллера было принято в 1973 году, тогда как предполагаемый заговор произошёл в 1972 году. Во многом благодаря связанному с этим обстоятельством (фильм вышел до вынесения решения, принятого в деле «Миллер против штата Калифорния») обвинения против большинства ответчиков были сняты. Вместе с тем, семья Перейно и некоторые другие обвиняемые, связанные с организованной преступностью, получили короткие тюремные сроки.
В 1995 году, во время судебного процесса по непристойности в Лас-Вегасе, Луи Перейно продал права на всю свою библиотеку, включая «Глубокую глотку», Раймонду Пистолу, местному владельцу клуба для взрослых.
В Великобритании фильм был запрещён после выпуска, и запрет был поддержан судами 10 лет спустя. В итоге в 2000 году DVD с фильмом получил рейтинг R18, что позволило продавать его в лицензированных британских секс-шопах.

## Сиквелы
- 1974 — «Глубокая глотка. Часть II» (англ. Deep Throat Part II) был написан и срежиссирован Джозефом Сарно и в нём снова снимались Линда Лавлейс и Гарри Римс. Снятый в районе Нью-Йорка в феврале 1973 года, он был выпущен ровно год спустя с рейтингом «R», и провалился в продажах. Хотя он и относился к Damiano Films, режиссёр «Глубокой глотки» Джерард Дамиано не был связан с его производством. Фильм, однако, был спродюсирован Луи Перейно, основателем компании Bryanston Distribution, которая распространяла фильм в США. Существующая американская версия фильма, доступная на DVD, не содержит фактически никакого сексуального содержания; итальянский выпуск DVD, однако, сохраняет оригинальные ненавязчивые сексуальные сцены. Долгое время заявлялось, чтобы «Глубокая глотка. Часть II» была первоначально снята с намерением выпустить её как хардкор, и что эти сцены были украдены, пока фильм был в пост-производстве. Однако режиссёр Джо Сарно утверждал в интервью, что для оригинального выпуска был снят только ненавязчивый сексуальный материал. Сиквел содержит оригинальную музыку из кинофильма, написанную, кроме прочих, бывшими участниками Jay & the Americans.
- 1987 — «Глубокая глотка — II» (англ. Deep Throat II) и все последующие фильмы снимались другими режиссёрами и с разными актёрами и, несмотря на название, почти не связаны с «Глубокой глоткой»
- 1989 — «Глубокая глотка — III» (англ. Deep Throat 3), с участием Питера Норта
- 1990 — «Глубокая глотка — 4» (англ. Deep Throat 4), режиссёр Рон Джереми
- 1991 — «Глубокая глотка — 5» (англ. Deep Throat 5), режиссёр Рон Джереми
- 1992 — «Глубокая глотка — 6» (англ. Deep Throat 6), режиссёр Рон Джереми

## Наследие
В 2005 году вышел документальный фильм «Внутри глубокой глотки», рассказывающий историю производства картины и исследующий её воздействие на американскую культуру. В фильме также демонстрировались интервью с Джерардом Дамиано и Гарри Римсом, где первый признавал, что кино было не очень хорошим.

### «В глубокой глотке»
- Официальный сайт (англ.)
- «В глубокой глотке» (англ.) на сайте Internet Movie Database
- Рецензия на фильм «В глубокой глотке», Геннадий Устиян, «Weekend.Ru»
- Рецензия «Испытание клитором», Игорь Михайлов, «Киноафиша Ру»